# Doihara Kenji
In deze Japanse naam is Doihara de geslachtsnaam.
Doihara Kenji (Japans: 土肥原賢) (Okayama, 8 augustus 1883 – Tokio, 23 december 1948) was een Japans militair die in 1948 ter dood veroordeeld werd voor het plegen van misdaden tegen de menselijkheid. Hij stierf door ophanging.
In 1912 trad hij toe tot het Keizerlijke Japanse Leger. Omdat Doihara vloeiend Mandarijn en verschillende Chinese dialecten sprak, werd hij naar China gestuurd. Eenmaal aangekomen, begon hij met het uitbouwen van zijn spionagecarrière. Hij speelde een grote rol bij de Japanse invasie in China.
Doihara heeft meegeholpen met het beramen van het Mantsjoerije-incident, waarbij een Japans commando de spoorweg opblies bij Ryūjōko, een plaats nabij de stad Mukden. Doihara heeft Pu Yi, de laatste Chinese keizer van de Qing-dynastie, geholpen keizer van Manshūkōku te worden, een Japanse vazalstaat sinds 1932.
Vanaf het Mantsjoerije-incident tot het starten van de Tweede Wereldoorlog had Doihara een belangrijke rol in het implementeren van de Japanse plannen in China. Deze bestonden eruit om een koloniale heerschappij in China te vestigen en het noorden van China af te scheiden van de rest van het land.
Nadat Japan zich op het eind van de Tweede Wereldoorlog had overgegeven, werd Doihara gearresteerd door de Amerikaanse bezetters. Hij werd ter dood veroordeeld door het Internationale Militaire Tribunaal van het Verre Oosten. Doihara werd schuldig bevonden aan het begaan van misdaden tegen de vrede, het breken van oorlogsovereenkomsten en het begaan van misdaden tegen de menselijkheid. 

## Vroege leven
Doihara Kenji werd geboren op 8 augustus 1883 in een militaire familie in Okayama. Hij studeerde aan de Japanse militaire academie waar hij in 1904 afstudeerde. Vervolgens werd hij toegewezen aan de infanterie als een lager geplaatste officier. Doihara besloot echter om verder te studeren aan de Rikugun Daigakkō (陸軍大学校), ook de universiteit voor leger en oorlog genoemd. Nadat hij in 1912 was afgestudeerd, werd hij naar China gestuurd als militair attaché. Hierbij trad hij op als een militaire expert die verbonden was aan een diplomatieke missie. Eenmaal in China begon hij met het uitbouwen van zijn spionagecarrière. Doihara sprak vloeiend Mandarijn en verschillende Chinese dialecten; een sterke troef.

## De Siberische Interventie
Doihara spendeerde de meeste tijd van zijn beginnende carrière in verschillende posten in de noordoostelijke provincies van China. Een uitzondering hierop was zijn beknopte rondreis in 1921-1922 in het oosten van Rusland tijdens de Siberische Interventie. Hij maakte toen deel uit van de Japanse strijdkrachten in Rusland.
Tijdens en na de Siberische Interventie probeerde Doihara zoveel mogelijk op te klimmen in de rangen van het leger, wat hem lukte. In 1926 werd Doihara gepromoveerd tot lid van de tweede infanterie van het Keizerlijke Japanse leger. In 1927 stroomde Doihara door naar de derde infanterie dat een onderdeel was van het Kantō-leger. Dit was het derde hoofdleger van het Japanse Keizerlijke leger. Het was verantwoordelijk voor Mantsjoerije en Korea. 
Na zijn rondreis in China werd hij gepromoveerd en toegevoegd aan de eerste divisie van het Keizerlijke Japanse leger, waar hij bleef tot 1928. In dat jaar werd hij bevorderd tot Militaire Adviseur van de Chinese overheid. Doihara bleef deze positie behouden tot 1929, waarna hij gepromoveerd werd tot kolonel van de dertigste infanterie, een deel van de derde legergroep van het Kantō-leger.

## Mantsjoerije-incident

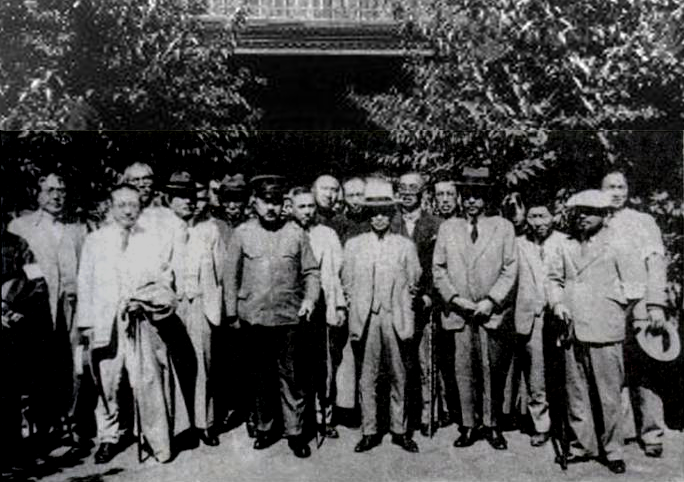
Doihara Kenji neemt zijn taken waar als burgemeester van Mukden.

De activiteiten van Doihara kregen de goedkeuring van bovenaf, waardoor hij al snel toegewezen werd aan de generale staf van het Keizerlijke Japanse leger. Hij behield die positie van 1930 tot 1931. De generale staf was een van de vier Japanse instellingen die belast waren met het toezicht op het Japanse leger. In de generale staf werd Doihara Kenji benoemd als hoofd van de militaire spionagemissies die uitgevoerd werden vanuit het kantoor in Tianjin. Een jaar later werd hij overgeplaatst naar Mukden. Het spionagekantoor in Mukden stond onder controle van het Kantō-leger. Doihara bleef er werken tot 1932.
Toen Doihara, verscheidene maanden na zijn benoeming tot burgemeester van Mukden, in Tokio was om rapport uit te brengen over zijn werk in het noordoosten van China, brak het Mantsjoerije-incident uit. Hoewel Doihara toen niet ter plaatse was, werd hij in 1946 schuldig bevonden door het Internationaal Militair Tribunaal van het Verre Oosten voor het plegen van deze terreurdaad.
Redenen van veroordeling:
1. Doihara's geheime dienst werd hoofdverantwoordelijk gehouden voor het beramen van het Mantsjoerije-incident.
2. Toen hij in Tokio was, schreef hij een artikel voor een krant waarin hij snelle actie tegen Mantsjoerije bepleitte. Bovendien aarzelde hij niet om daarin het gebruik van geweld te benadrukken.
3. Drie dagen na het incident keerde hij terug naar Mukden om er de positie van burgemeester op te nemen.
4. Doihara had de troonsafstand en de transfer van Pu Yi naar het noordoosten van China beraamd.

## Manshūkōku
In 1931 werd een graduele invasie van Mantsjoerije door Japanse officieren van het Kantō-leger, waaronder Doihara, beraamd. De reden is grotendeels te verklaren door de vrees voor wraak van de Russen na de Russisch-Japanse oorlog. Het Japanse leger maakte daarom plannen die gericht waren op het tegenhouden van de Russische dreigingen door van Mantsjoerije een strategische bufferzone te maken. Officieren van het Kantō-leger geloofden dat deze zone de Japanse belangen in China zou kunnen beschermen. Mantsjoerije zorgde immers voor een strategische verbinding tussen Japan, Korea en Rusland. Door deze verbinding kon het Japanse leger hun infanterie en legermateriaal sneller in positie brengen in het noorden van Mantsjoerije, wat de grens vormde met Rusland. De Japanse officieren die deze invasie beraamden, hadden ook deelgenomen aan de van 1918 tot 1922 durende Siberische expeditie.
Zeer vroeg werd voor de samenzweerders duidelijk dat de regering in Tokio hun plannen niet zou goedkeuren. Deze plannen handelden over de formele aanhechting van het noordoosten van China en het opzetten van een Japanse kolonie in Mantsjoerije. Als alternatief hadden ze besloten om samen te werken met een Chinese organisatie genaamd de Mantsjoerije-voor-Mantsjoerije-beweging. Samen verklaarden ze dat Manshūkōku een onafhankelijke staat was. Doihara speelde een grote rol in het plannen van deze autonomiebeweging in de noordelijke provincies van China. Op dat moment werkten de geheime diensten in Shangyang, Shanhaiguan, Tangshan en Tonghzou onder leiding van Doihara.
Het veroveren van Mantsjoerije en het creëren van een bufferzone begon met het hierboven genoemde Mantsjoerije-incident, nabij Mukden. Vervolgens kreeg Doihara door Seishirō Itagaki, een Japanse oorlogsminister, een nieuwe missie toegewezen. Deze bestond erin om Pu Yi te installeren als keizer van Mantsjoerije. Mantsjoerije werd in 1932, onder de naam Manshūkōku, tot een Japanse vazalstaat uitgeroepen. Doihara slaagde in zijn opzet en Pu Yi werd benoemd tot staatshoofd van Manshūkōku. Het resultaat was dat de noordoostelijke provincies van China een Japanse kolonie waren geworden. Deze hield veertien jaar stand. Chinezen werden benoemd as titularis ministers en hoofden van departementen, maar de eigenlijke macht lag bij de Japanse viceministers en de door Japan gedomineerde generale raad voor aangelegenheden.
Bij het oprichten van de vazalstaat werd de Chinese regering verplicht haar troepen terug te trekken. Bovendien eiste de Japanse regering dat alle anti-Japanse activiteiten verboden werden. Deze eisen werden op 11 juni 1935 mondeling aanvaard. De Japanse machthebbers richtten zich daarna tot de provincie Chahar.
Toenmalig generaal Doihara Kenji verplichtte op 27 juni 1935 de provinciale gouverneur Ch'In Te-Shun het Ch'in-Doi-akkoord te ondertekenen. Ch'In Te-Shun was op dat moment hoofd van het departement van burgerlijke aangelegenheden in Chahar. Vier Japanse soldaten die Hebei, de hoofdstad van Chahar, waren binnengedrongen om een plattegrond te maken, werden aangehouden door het Chinese leger. Dit incident, dat in mei 1935 gebeurde, vormde de rechtstreekse aanleiding tot het verplicht ondertekenen van het Ch'in-Doi-akkoord.
In het Ch'in-Doi-akkoord werden vijf eisen vastgelegd:
1. De verontschuldiging van China voor het betreffende incident. Hierbij werd verwacht dat China de officieren die betrokken waren geweest bij het incident, zou ontslaan van hun post.
2. Het stoppen van de activiteiten van de Kwomintang in Chahar.
3. Het creëren van een gedemilitariseerde zone in het oosten van Chahar. Dit hield ook in dat de Kwomintang zijn negenentwintigste legerdivisie moest terugtrekken uit deze zone.
4. Het verbannen van alle anti-Japanse organisaties en activiteiten in Chahar.
5. Het ontheffen van Song Zheyuan als provincievoorzitter van Chahar.[9]

In 1935 probeerde het Kantō-leger een zelfbeschikking op te leggen aan de vijf noordelijke provincies van China, namelijk Chahar, Henan, Shanxi, Hebei en Shandong. In oktober 1935 verplaatste Doihara zijn geheime dienst naar Beiping, waar hij verder betrokken raakte bij deze autonomiebeweging. Het doel van het Kantō-leger en Doihara was om China als één verenigd land op te breken. Indien China niet meer onder één centraal gezag zou staan, zou het immers gemakkelijker zijn om het te veroveren. Doihara Kenji reisde hiervoor naar de vijf hoofdsteden om te proberen de lokale krijgsheren voor dat plan te winnen. Zijn missie kende echter weinig succes, behalve in Hebei, dat reeds onder Japans bescherming stond. Hebei riep op 25 november 1935 zijn anticommunistische zelfbeschikking uit. In maart 1937 werd Doihara gepromoveerd tot generale officier in het Japanse Keizerlijke leger.

## Incident bij de Marco-Polobrug
In de nacht van zeven juli 1937 werden er enkele schoten uitgewisseld tussen Chinese en Japanse troepen in de buurt van de Marco Polobrug in de zuidelijke buitenwijken van Beiping. Dit Marco Polobrugincident betekende het begin van de Tweede Sino-Japanse oorlog.
Op 20 augustus 1937 leidde Doihara zijn troepen succesvol naar Tianjin. Nadat Doihara's troepen de steden Baoding, Shijiazhuang, Xingtai, Handan, Cixian, Daming, Anyang en Xinxiang hadden veroverd, marcheerden ze verder tot de noordelijke oever van de Gele Rivier, een van de belangrijkste en grootste rivieren van China. Door zijn snelle opmars kreeg Doihara de bijnaam van ‘Ster op het slagveld in Noord-China’. In mei 1938 leidde Doihara zijn troepen succesvol over de Gele Rivier. In juni 1938 vestigde hij een nieuwe geheime dienst in Shanghai.
Al deze hierboven opgesomde feiten tonen aan dat vanaf het Mantsjoerije-incident tot het starten van de Tweede Wereldoorlog, Doihara een belangrijke rol heeft gespeeld in het uitvoeren van Japans militair geweld in China. Deze opzet bestond erin om een koloniale heerschappij in China te vestigen en het noorden van China af te scheiden van de rest van het land.

## Tweede Sino-Japanse oorlog
Van 1936 tot 1937 was Doihara de commandant van de eerste spoorwegdivisie van het Keizerlijke Japanse leger. Dit was een andere divisie onder controle van het Kantō-leger. Doihara bleef deze positie behouden tot het Marco Polobrugincident.
Doihara had in de noordelijke provincies van China de leiding over de veertiende divisie van het Keizerlijke Japanse leger. Dit bleef zo tot in 1939, toen hij het commando van het vijfde Japanse leger kreeg in Manshūkōku.
In 1940 werd Doihara gepromoveerd tot lid van de Hoge Oorlogsraad en benoemd tot schoolhoofd van de Japanse Militaire Academie. In 1941 werd hij gepromoveerd tot “senior-generaal” en tot hoofd van de luchtvaart van het ministerie van oorlog. Bovendien werd hij ook benoemd tot inspecteur-generaal van de luchtvaart tot 1943.
Op vier november 1941 was Doihara een van degenen die hun fiat gaven voor de aanval op Pearl Harbor. Hij was op dat moment een van de belangrijkste generaals in de Japanse luchtvaart. In 1943 werd Doihara gepromoveerd tot opperbevelhebber van het leger in het oostelijke district. Van 1944 tot 1945 werd hij opperbevelhebber van het zevende Japanse leger dat gestationeerd was in Singapore. In 1945 werd Doihara teruggeroepen naar Tokio om als inspecteur-generaal van de militaire trainingen op te treden. Deze positie was een van de meest prestigieuze in het leger. Bovendien werd Doihara commandant van het twaalfde leger. Toen Japan zich in 1945 overgaf, was Doihara commandant van het eerste generale leger van het keizerlijke leger.
Na de overgave van Japan werd Doihara gearresteerd door de Amerikaanse bezetters en door het Internationale Militair Tribunaal van het Verre Oosten ter dood veroordeeld voor oorlogsmisdaden. Op 23 december 1948 werd hij geëxecuteerd, door ophanging, in de Sugamo-gevangenis te Tokio.

## Militaire loopbaan
- Luitenant-kolonel (中佐 Chūsa), Japanse Keizerlijke Leger: 6 augustus 1923[12]
- Kolonel (大佐 Taisa), Japanse Keizerlijke Leger: 26 juli 1927[12]
- Generaal-majoor (少将 Shōshō), Japanse Keizerlijke Leger: 11 april 1932[12]
- Luitenant-generaal (中将 Chūjō), Japanse Keizerlijke Leger: 7 maart 1936[12]
- Generaal (大将 Taishō), Japanse Keizerlijke Leger: 28 april 1941[12]